# Гельтинг
Гельтинг (нем. Gelting) — община в Германии, в земле Шлезвиг-Гольштейн. 
Входит в состав района Шлезвиг-Фленсбург. Подчиняется управлению Гельтинг.  Население составляет 1866 человек (на 31 декабря 2010 года). Занимает площадь 19,92 км².